# Herman von Hohenhausen
Herman Ludvig von Hohenhausen, född 24 april 1827 i Svinnegarn, Uppsala län, död 21 december 1902 i Stockholm, var en svensk militär (överste), med honom utslocknade den adliga ätten von Hohenhausen på svärdssidan.

## Biografi
von Hohenhausen blev underlöjtnant vid Första livgrenadjärregementet  (I 4) 1848, löjtnant 1858, kapten 1863, major 1871 och överstelöjtnant vid Hälsinge regemente (I 14) 1878. Han blev chef för 1. Infanterivolontärskolan i Karlsborg 1878, chef för Jämtlands fältjägarregemente (I 23) 1879, blev överste i armén, militärbefälhavare på Gotland och var chef för Gotlands nationalbeväring (från 1887 Gotlands infanteriregemente) 1884–1895.
von Hohenhausen var son till statsrådet, generalmajor Carl Ludvig von Hohenhausen av adelsätten von Hohenhausen och Helena Charlotta Henrietta, född i grevliga ätten Posse. Hans farfar var Carl Johan von Hohenhausen och farbror Michael Silvius von Hohenhausen. von Hohenhausen gifte sig 1857 med Gustafva Fredrika "Fredrique" Arnell (1831–1912), dotter till överste Lars Fredrik Arnell och Gustafva Catharina Johanna, född Hägerflycht. Han var far till Anna Helena Gustava (1858–1912) och Ebba Sofia Constantia Elisabeth (1860-1947). Makarna von Hohenhausen är begravda på Landeryds kyrkogård.